# Hakuhodo
La Hakuhodo Inc. (株式会社博報堂?, Kabushiki-gaisha Hakuhōdō) è la seconda agenzia pubblicitaria del Giappone, che vanta un fatturato lordo di circa 700 milioni di yen. Il suo quartier generale si trova all'Akasaka Biz Tower in Akasaka, Minato, Tokyo.
La compagnia venne fondata nell'ottobre del 1895. Nell'ottobre del 2003 la compagnia divenne parte della Hakuhodo DY Holdings, che riunì varie compagnie nella Hakuhodo DY Media Partners Inc.
Fra i personaggi influenti che vi hanno lavorato possiamo annoverare anche il regista giapponese Kōzō Saeki.